# Shoot 'em up
Pour le film, voir Shoot 'Em Up : Que la partie commence.

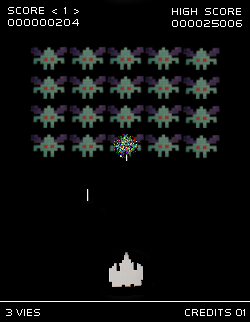
Reproduction de Space Invaders, l'un des premiers shoot them up, sorti en 1978.

Un shoot 'em up (aussi écrit shoot them up ou contracté en shmup ; littéralement « abattez-les tous ») est un genre de jeu vidéo dérivé du jeu d'action dans lequel le joueur dirige un véhicule ou un personnage devant détruire un grand nombre d'ennemis à l'aide de projectiles, au fur et à mesure des niveaux, tout en esquivant les projectiles adverses pour rester en vie.
Le style de jeu des shoot 'em up varie du mignon au sérieux, de la fantasy et de la science-fiction aux faits historiques.
Le shoot 'em up est originaire des salles d'arcade, avec Space Invaders généralement crédité de la naissance du genre. Le genre atteint un niveau record de popularité à la fin des années 1980 et au début des années 1990, principalement sur borne d'arcade et consoles de jeu de l'époque. Lorsque l'utilisation de graphismes tridimensionnels est devenue plus fréquente dans le jeu vidéo, la simplicité et la difficulté du genre ont lentement relégué sa popularité à celle de niche. Le genre reste très vivant au Japon.

## Types deshoot them up

### Fixe
Les shoot 'em up fixes sont parfois appelés gallery shooters ou single screen shooters. Ils sont constitués d'une série de niveaux tenant chacun sur un seul écran. Le fond d'écran ne bouge pas. Les ennemis à abattre arrivent d'un bord de l'écran et avancent plus ou moins vite en direction du joueur, situé de l'autre côté de l'écran, dont les mouvements sont limités à un seul axe horizontal ou vertical. Sa capacité de tir est également réduite à une seule direction – en ligne droite. L'un des premiers shoot 'em up fixe est Space Invaders sorti en 1978.
Les shoot them up fixes sont critiqués sur plusieurs points. Ainsi, on relève un manque de variété dans les challenges proposés, qui consistent généralement à viser des aliens tout en évitant leurs tirs avec son vaisseau spatial. Ils requièrent seulement d'apprendre les schémas des tirs ennemis et de les mémoriser pour terminer les jeux. Cependant, ils restent assez difficiles pour souvent décourager les nouveaux joueurs. Il manque également à ces premiers shoot 'em up un contexte narratif comme un scénario ou la description des pilotes et des vaisseaux.
Les heures de gloire du genre se situent de 1978 à 1981. Quelques exemples de shoot 'em up fixes : Galaxian, Galaga, Phoenix, King and Balloon[réf. nécessaire]…

### À défilement
Les shoot 'em up à défilement (scrolling), appelé « scrolling shooters » en anglais, sont constitués d'une série de niveaux qui se révèlent au fur et à mesure que le joueur les explore. Le fond d'écran n'est pas fixe, mais avance en parallèle au vaisseau du joueur, faisant apparaître de nouveaux décors et de nouveaux ennemis. Les shoot 'em up à défilement peuvent défiler horizontalement ou verticalement. Dans le premier, le joueur se situe à gauche de l'écran et avance vers la droite ; dans le second, le joueur est en bas de l'écran, avance vers le haut et dispose d'une vue légèrement d'au-dessus. Par rapport aux shoot 'em up fixes, le joueur peut déplacer son vaisseau dans toutes les directions possibles, sans pour autant faire de rotations sur lui-même – le masque de collision du vaisseau fait toujours face à l'ennemi. Le genre offre souvent aux vaisseaux plusieurs types de tirs, dits « principaux » et « secondaires », se déployant en ligne droite et sur des angles de 180° et 360°, et également des boucliers se déclenchant autour des vaisseaux[réf. nécessaire].
Le premier jeu qui inaugura ce genre est Defender, un jeu à défilement horizontal sorti en 1980. Le jeu a subi de nombreuses innovations au fil des années, notamment avec l'arrivée du manic shooter et de schémas de tirs ennemis très complexes. Le shoot 'em up à défilement reste encore aujourd'hui le type de shoot 'em up le plus représenté[réf. nécessaire].
Quelques exemples de shoot 'em up à défilement : 1942, Gradius, R-Type[réf. nécessaire]…

### Multidirectionnel

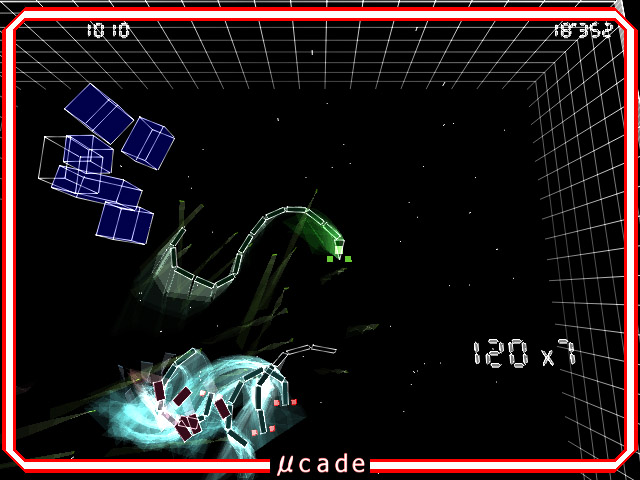
Mu-cade, un shoot them up multidirectionnel.

Les shoot 'em up multidirectionnels, aussi appelés arena shooters, proposent au joueur une liberté totale de mouvement et d'orientation dans des environnements en deux dimensions. Les niveaux peuvent tenir sur un seul écran, tel que dans Robotron: 2084, ou être plus larges et permettre aux joueurs de naviguer sur de plus grandes aires de jeu – l'écran défile alors en même temps que le joueur. Exceptionnellement dans ce genre, le joueur se situe au centre de l'écran, cerné par une horde d'ennemis arrivant de toute part. Les niveaux s'enchaînent en détruisant tous les ennemis de la zone.
L'un des premiers shoot 'em up multidirectionnels est Computer Space sorti en 1971. Mais ce genre fut démocratisé avec la sortie d'Asteroids d'Atari en 1979[réf. nécessaire].

### Tube shooteretrail shooter

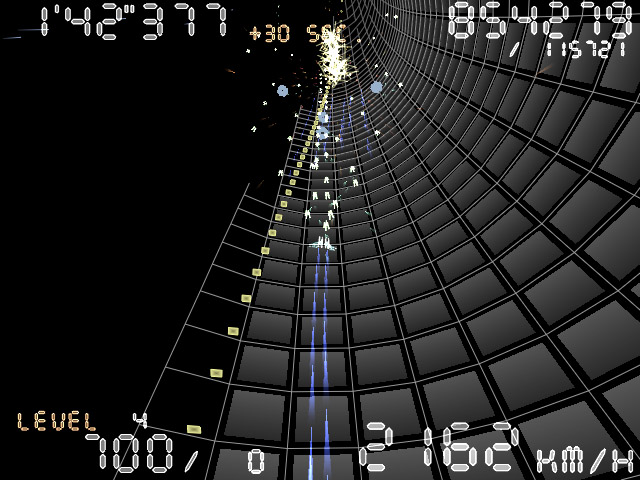
Torus Trooper, un tube shooter.

Les tube shooters donnent au joueur un seul axe de mouvement, qui se situe autour des bords d'un tube affiché ou non à l'écran, créant une illusion de vitesse et d'aller de l'avant. Il est uniquement possible de tourner autour du tube, afin de détruire les ennemis logés à l'intérieur de celui-ci. Le jeu qui initia le genre est Tempest, premier jeu vectoriel en couleur sorti en 1981. Le tube shooter reste cependant assez marginal.
Quelques exemples de tube shooters : Gyruss, iS: Internal Section[réf. nécessaire]…
Les rail shooters ont largement supplanté les tube shooters avec la montée du jeu vidéo en trois dimensions. Leur gameplay est très restrictif et incite à la recherche du meilleur score possible. Le point de vue du joueur s'oriente automatiquement et se déplace dans le niveau comme si le joueur était attaché à un chemin de fer. Du début à la fin, le joueur est forcé de suivre le chemin imposé par le programme ; cependant il peut parfois influencer indirectement sur le parcours en atteignant certains types de score. Le joueur n'a pas le contrôle de son avatar. La liberté de mouvement est nulle, ou très limitée, se résumant à pouvoir esquiver les attaques ennemies. Il est possible de diriger l'arme et parfois la caméra[réf. nécessaire].
Quelques exemples de rail shooters : Panzer Dragoon, Rez, Star Wing[réf. nécessaire]…

### Genres thématiques
En dehors du type de déplacement ou de défilement, il est apparu des styles bien précis de shoot 'em up qui transcendent la caractéristique « mobilité » précédemment évoquée[réf. nécessaire].

#### Manic shooter

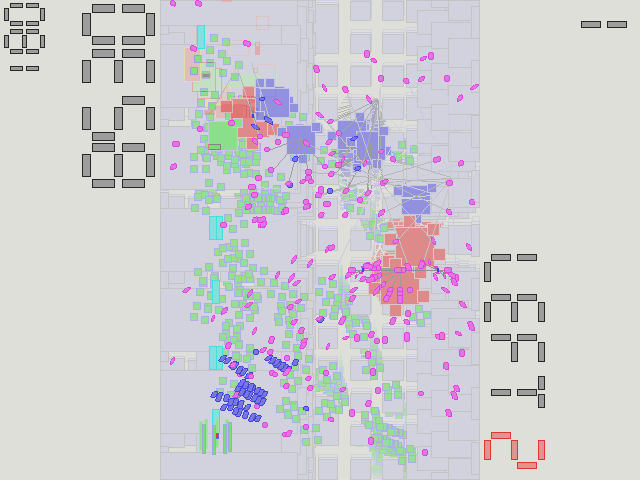
Noiz2sa, un manic shooter.

Le manic shooter, également appelé bullet hell en anglais (littéralement « enfer de balles ») et danmaku en japonais (弾幕, littéralement « rideau de balles ») est un sous-genre du shoot 'em up dans lequel la globalité de l'écran est souvent presque entièrement rempli de balles issues des tirs ennemis. Ce style de jeu apparu vers le milieu des années 1990 peut être considéré comme l'évolution des shoot 'em up à défilement vertical et horizontal. Pour compenser la faible marge de manœuvre qu'impose un écran rempli de balles, le masque de collision du vaisseau contrôlé par le joueur est souvent réduit à quelques pixels (voire un seul) situé au centre du vaisseau (zone généralement clairement indiquée, en particulier quand des projectiles s'en approchent). Malgré cela, les jeux de ce type sont souvent extrêmement difficiles et nécessitent beaucoup de temps pour les maîtriser[réf. nécessaire].
Les manic shooters diffèrent du gameplay standard sur plusieurs points. Alors que, typiquement, on trouve beaucoup d'ennemis à l'écran, des balles rapides, beaucoup de bonus augmentant les caractéristiques du vaisseau et des boss avec des points faibles spécifiques, les manic shooters se caractérisent par un faible nombre d'ennemis qui tirent beaucoup de balles se déplaçant plus lentement, peu voire aucun bonus et qui alors ne font qu'augmenter la puissance de feu, et des boss qui n'ont pas de faiblesses particulières qu'il faudrait viser. Dans certains jeux, il n'est d'ailleurs pas attendu du joueur de vaincre les boss mais de survivre durant un certain temps, au bout duquel ils sont considérés comme vaincu. Souvent, le joueur tire automatiquement et doit se concentrer totalement sur le fait de passer entre les balles[réf. nécessaire].
On considère que le précurseur du genre est Batsugun de Toaplan sorti en 1994. Le manic shooter est depuis en pleine effervescence. La société Cave en a d'ailleurs fait sa spécialité[réf. nécessaire].
Quelques exemples de manic shooters : DoDonPachi, GigaWing, Mars Matrix: Hyper Solid Shooting, Touhou Project, Espgaluda[réf. nécessaire]…

#### Shoot 'em uppédestre
Les Shoot 'em up pédestres parfois appelés run and gun mettent en scène un humanoïde avec un gameplay shoot 'em up. Le défilement est souvent vertical (vue de dessus), très rarement horizontal (vue de profil), et il est forcé. Les niveaux sont infestés d'ennemis et finissent toujours par un boss[réf. nécessaire].
Quelques exemples de Shoot 'em up pédestre avec scrolling vertical : Guwange, Elemental Master, Twinkle Tale, Undeadline[réf. nécessaire]…
Quelques rares exemples de Shoot 'em up pédestre avec scrolling horizontal : Genji Tsushin Agedama, Atomic Runner, Midnight Resistance[réf. nécessaire].

#### Light gun shooter

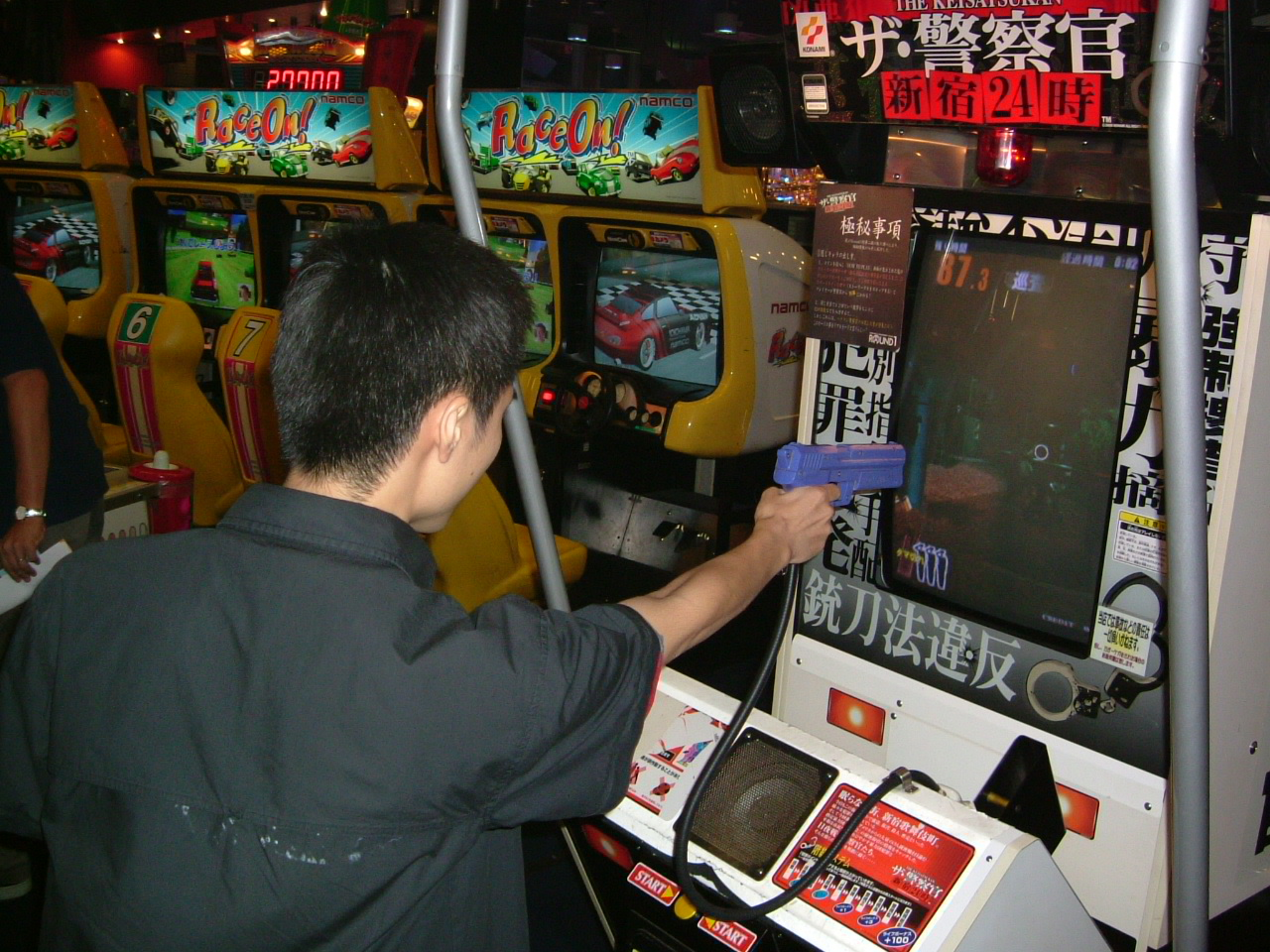
Light gun utilisé sur une borne d'arcade japonaise.

Le Light gun shooter est un genre proche du rail shooter, dans le sens où le joueur se voit imposer un chemin pré-calculé et une liberté de mouvement limitée au champ d'action de l'arme. Le genre se distingue par l'utilisation de graphismes en trois dimensions et celle de pistolet optique nécessaire pour viser les cibles qui s'affichent à l'écran. La vue est à la première personne et le joueur peut se mettre à couvert pour éviter les tirs de ses adversaires. Les niveaux débordent d'ennemis arrivant de toute part, souvent dans des environnements urbains, des jungles, des entrepôts ou des maisons hantées[réf. nécessaire].
Quelques exemples de Light gun shooter : Time Crisis, Virtua Cop, The House of the Dead[réf. nécessaire]…

#### Cute them up
Le cute them up (aussi écrit cute 'em up) est un jeu de mots anglais désignant les shoot 'em up particulièrement mignons et colorés. Le joueur y incarne souvent le stéréotype de l'héroïne japonaise en robe rose et aux pouvoirs magiques, mais également des personnages plus inattendus tels qu'un poulpe ou un pingouin. Ici, pas d'énormes explosions, pas de vaisseaux intergalactiques, ni de missiles à tête chercheuse. Les éléments de décors peuvent prendre des couleurs de contes de fée et les ennemis ressembler à de petits animaux. Néanmoins, la difficulté présentée par ces jeux n'est pas en baisse. Le cute them up reste avant tout un produit japonais.
Quelques exemples de cute them up : Cotton, Parodius, Fantasy Zone, Twinkle Star Sprites, The Game Paradise![réf. nécessaire]…

## Historique dushoot them up

### Prémices du genre

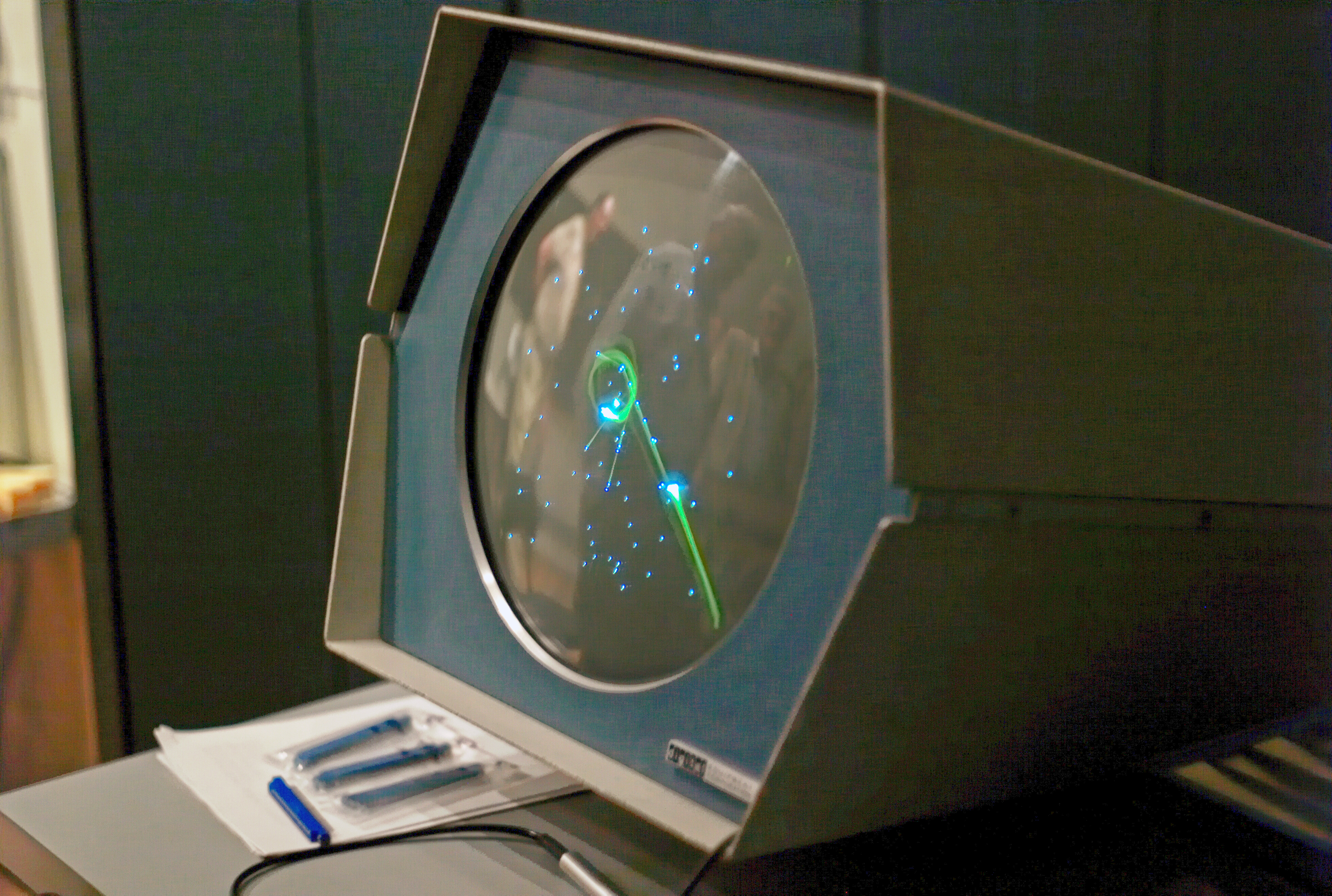
Spacewar!, le premier shoot 'em up de l'Histoire.

La naissance du shoot 'em up est due à Spacewar! en 1962, l'un des tout premiers jeux sur ordinateur. Toutefois, limité à des laboratoires de recherche, il faut attendre jusqu'en 1978 la venue de Space Invaders pour aider le genre a décoller. Space Invaders se démarque car le joueur est confronté à de nombreux ennemis qui viennent du haut de l'écran. C'est également un énorme succès commercial, provoquant même une pénurie de pièces au Japon. Il a rapidement été imité, résultant des jeux tels que Space Attack et Super Earth Invasion. Dans un style différent, Asteroids voit le jour en 1979 et fait honneur au shoot 'em up multidirectionnel. Puis Galaxian de Namco pousse le genre plus loin, avec des schémas d'ennemis plus complexes et des graphismes plus riches.
Le jeu Defender de Williams Electronics, introduit en 1980 le défilement (scrolling) dans le shoot 'em up. Ainsi les niveaux se prolongent horizontalement en parallèle à l'avancée du vaisseau. Contrairement à la plupart des futurs jeux, ce défilement peut aller dans les deux sens et suit entièrement le joueur au lieu d'être imposé. Ce principe sera imité plus tard par quelques jeux, notamment Choplifter (mai 1982) et Fantasy Zone (1986). Il innove aussi avec l'apparition des Smart bombs. L'année suivante, Konami présente Scramble, un shoot 'em up à défilement horizontal forcé qui oblige le joueur à toujours aller de l'avant. C'est aussi le premier jeu à offrir de multiples niveaux distincts, et jettera ainsi les bases à Gradius, influence reconnue depuis par Konami.
Les shoot 'em up à défilement vertical se développent dans la même période. Bien que certains jeux présentent déjà un champ étoilé qui défile verticalement en fond d'écran, comme dans Galaxian, le véritable premier jeu à défilement vertical est Borderline de Sega en 1981. La même année, Gorf de Midway instaure le principe de boss en fin de niveau, notamment avec des points faibles à viser.[réf. souhaitée] L'année suivante, Data East sort Zoar, innovant le genre avec une notion d'altitude permettant de se rapprocher ou de s'éloigner du sol pour éviter les ennemis. D'autres titres plus obscurs voient aussi le jour. Néanmoins, tous ces jeux sont éclipsés à la fin de l'année lors de la sortie de Xevious (janvier 1983) développé par Namco, souvent considéré à tort comme le premier shoot 'em up à défilement vertical.
L'année 1985 est une année innovante grâce à deux jeux principalement : Tiger-Heli, premier shoot 'em up développé par Toaplan, qui deviendra un studio important du genre au cours de la décennie à suivre, et Gradius de Konami. Ils introduisent ainsi le système d'options, qui sont des bonus offensifs ou défensifs se greffant aux vaisseaux tels que des boucliers ou des tirs additionnels,. Gradius offre également aux joueurs un système de gestion des armes, qui peuvent être achetées pour remplacer les anciennes moins puissantes.
L'année suivante, très peu d'innovation ludique. Compile présente son premier shoot 'em up, Zanac, sur MSX et Famicom. Dans les années qui suivront, Compile deviendra un des plus gros développeurs de shoot 'em up. Sega sort également un jeu assez atypique, Fantasy Zone, se passant dans un monde enfantin et coloré, qui utilise une nouvelle borne d'arcade basée sur un système 16-bits. Ce titre est populaire au Japon et propulse la mascotte Opa-Opa vers la célébrité. La même année, Taito signe Darius, premier jeu d'une très longue série de shoot them up et Xain'd Sleena un Scrolling shooters.
En 1987, les développeurs de Irem commercialisent R-Type, un shoot 'em up à défilement horizontal. À sa sortie, c'est une révolution graphique qui surpasse tous les titres précédents avec une réalisation soignée et raffinée. Chaque niveau a son thème précis et regorge de trouvailles en termes de level design. À la fin des niveaux se trouvent des boss qui pour la première fois dépassent la taille de l'écran. Le jeu innove aussi avec un système de double fonction des boutons selon la pression exercée dessus. Ainsi, un tir puissant se déclenche en restant appuyé longuement sur le bouton du tir normal. Le succès du jeu entraînera Irem à sortir de nombreux portages et plusieurs suites.

### Période de prospérité (1988-1995)
En 1989 sort Darius 2, sur borne d'arcade, qui offre, en plus de nombreuses innovations graphiques, la possibilité de jouer sur deux, voire trois écrans alignés dans sa version japonaise. Darius 2 permet aussi au joueur de choisir deux destinations à la fin de chaque niveau, ouvrant de cette manière un grand panel de parcours possibles. Fin 1989, SNK sort sur la console Neo-Geo AES et en arcade, le Neo-Geo MVS. Grâce aux performances à l'époque incroyables de cette console, arrive une nouvelle vague de shoot 'em up, avec des sprites particulièrement détaillés. Le premier shmup à voir le jour sur cette console est Alpha Mission 2 en 1991, avec une gestion très pointue des power ups[réf. nécessaire].
Puis en 1992 paraît Aero Fighters toujours sur Neo-Geo, et avec lui les prémices des manic shooter, suivi de Viewpoint, un shoot 'em up en 3D isométrique. À ce moment-là de l'histoire des shmups, quasiment tous les éléments du genre sont parus, les développeurs se sont surtout concentrés à améliorer ce qui avait déjà été fait : éléments destructibles dans le décor, gameplay des esquives, fonctionnement des boss et acquisition de l'armement. Parmi les shmups sortis durant cette période, on peut notamment retenir [réf. nécessaire]:
- Batsugun (1993) qui peut être considéré comme le premier manic shooter.
- Star Fox (1993) sur Super Nintendo, l'un des premiers jeux en 3D polygonale.
- Aero Fighters 2 (1994) sur Neo-Geo et Gunbird, la même année sur borne d'arcade.

#### SurMega Drive
Entre 1989 et 1994, la Mega Drive connaît un nombre important de conversions de shoot 'em up d'arcade et quelques jeux originaux, notamment grâce au processeur de la Mega Drive qui gère bien les sprites en grand nombre, contrairement à celui de la Super Nintendo (qui a tout de même connu des conversions de l'arcade, surtout dans ses débuts). Les jeux Mega Drive les plus plébiscités furent, entre autres [réf. nécessaire]:
- Musha Aleste (1990).
- Thunder Force III (1990) et Thunder Force IV (1992).
- Gynoug (1991).
- Eliminate Down (1993).
- Gunstar Heroes (1993).
- Alien Soldier (1994).

#### Sur Super Nintendo
Les débuts du genre sur la console 16 bits Super Nintendo n'étaient guère propices, le hardware de la console s'avérant insuffisant à gérer convenablement les nombreux sprites à l'écran[réf. nécessaire]. Les premiers shoot 'em up sur ce support accusaient de larges lacunes techniques, d'où leur intérêt assez limité. Cependant, après quelques essais, les développeurs apprirent à juguler ces faiblesses avec des programmations amplifiées[pas clair] et ainsi, la Super Nintendo eut également son lot de grands shoot them up[réf. nécessaire].
Deux d'entre eux reçurent unanimement les éloges de la critique [réf. nécessaire]:
- Super Aleste de Toho / Compile (1991, sorti en 1992 en version PAL)
- Axelay de Konami (1992).

D'autres titres furent également bien accueillis :
- Phalanx de Zoom (1991)
- U.N. Squadron de Capcom (1992)
- Parodius Da! de Konami (1992)
- BioMetal d'Athena (1993)
- R-Type III d'Irem (1993)

### Troisième vague (1995-2005)
- C'est en 1995 que Cave sort sur borne d'arcade un shoot 'em up qui servira de base à énormément de shmups récents : DonPachi. C'est notamment le gameplay qui fera la différence avec ses prédécesseurs : une seule touche pour plusieurs actions, un masque de collision (ou « hitbox ») minuscule, un scrolling rapide et beaucoup de projectiles à l'écran. On peut aussi citer Pulstar (Neo-Geo MVS et AES) la même année, ainsi que Panzer Dragoon sur Saturn, où l'on ne contrôle pas le vaisseau (qui est en réalité un dragon) mais un viseur qui permet de cibler les ennemis.
- En 1996, Twinkle Star Sprites est édité par ADK sur Neo-Geo ; c'est le mélange d'un shoot 'em up et d'un jeu de puzzle, qui annonce la fin des shmup dit old school. Cette année voit également la naissance de Touhou Project, une saga de jeux doujin de type danmaku, créée par le japonais ZUN, qui est encore aujourd'hui l'une des séries de jeux amateurs les plus célèbres[29].
- Cave poursuit sur sa lancée et sort en 1997 DoDonpachi, qui reste ancré comme la définition même du manic shooter. La même année, Square sort : Einhänder, sur PlayStation. Le jeu innove de par sa gestion de l'armement très particulier : les balles ne sont pas infinies, on doit donc prêter attention à son stock ; de plus, le joueur peut changer le mode de son arme en cours de jeu sans utiliser de power-up.
- En 1998 sort Blazing Star sur Neo-Geo, pour être au niveau graphiquement, le jeu simule la 3D mais utilise des sprites. Le gameplay n'utilise qu'un bouton pour les différentes attaques. Toujours en 1998 arrive un jeu que la communauté vidéoludique considère comme le meilleur des shoot 'em up : Radiant Silvergun. Édité par Treasure Co. Ltd et sorti sur Saturn, le jeu allie action, réflexion, puzzle et jeu de rôle grâce à un système d'augmentation des armes progressif et adapté, un système de chain extrêmement travaillé, un scénario complet illustré en japanimation par le Studio Gonzo ; les musiques du jeu ont été composées par Hitoshi Sakimoto, de chez Square ; le jeu invente le système de Scratch, qui consiste à frôler les balles pour gagner des points. La complexité, la réalisation, un gameplay totalement innovant et parfaitement ajusté font de ce jeu un monument du genre.
- L'année 1999 voit quelques titres imposants tels que R-Type Delta, sur PlayStation, qui respecte le gameplay pointu du reste de la série, tout en passant en 3D temps réel. En instaurant le principe de bouclier pare-balles, GigaWing de Capcom met en place un nouveau genre où le timing est la clef de la réussite. Effectivement, le joueur peut utiliser un bouclier (appelé Reflect Force) qui renverra les balles sur les ennemis. Utilisable infiniment, celui-ci met par contre un certain temps pour se recharger, où il faudra survivre aux flots de projectiles (cf. motif de tir). On peut aussi citer Guwange, où le joueur contrôle un ninja, dans un univers médiéval fantastique japonais. Le jeu propose de contrôler par alternance soit le ninja soit son ange gardien, qui peut ramasser les Power Ups et ralentir les projectiles ennemis.
- Par la suite, en 2000, sort Mars Matrix: Hyper Solid Shooting, un manic shooter à bouclier, dans le genre de GigaWing. Il innove en proposant un gameplay très riche tout en n'utilisant qu'un seul bouton. Dimahoo, édité par Raizing, sort la même année. C'est lui aussi un manic shooter, genre désormais dominant dans le shoot 'em up. Il intègre néanmoins quelques éléments de jeu de rôle et quelques innovations dans le gameplay. On peut aussi signaler la sortie de Gunbird 2 par Psikyo la même année.
- La Dreamcast est la console qui hébergera le plus de shoot 'em up dans cette génération. Notamment GigaWing 2, en 2001, qui permet de jouer jusqu'à quatre joueurs en simultané. Puis Zero Gunner 2, sort la même année : il est possible de faire tourner le vaisseau sur lui-même, et ainsi de l'orienter dans la direction voulue. On peut aussi signaler la sortie de Rez, toujours sur Dreamcast, par United Game Artists, un shoot 'em up musical dans le genre de Panzer Dragoon.
- Treasure Co. Ltd, en 2002, sort Ikaruga (ou project Radiant Silvergun 2) sur Dreamcast (il sera adapté sur Gamecube par la suite). Une fois de plus, le jeu est adulé par la communauté[réf. souhaitée]. Le jeu fonctionne sur le principe de deux couleurs, le joueur étant vulnérable à l'une pendant qu'il peut absorber l'autre, sachant qu'il est possible de passer d'une couleur à l'autre par simple pression d'un bouton.
- En 2003 sort R-Type Final sur PlayStation 2, le dernier de la série. Le gameplay du jeu est finalement assez proche du premier opus, mais le jeu propose des graphismes détaillés, en 3D temps réel, une vingtaine de niveaux et une centaine de vaisseaux ayant chacun leur système d'armement. La même année, Border Down voit le jour sur Dreamcast. C'est un shoot them up assez classique en dehors du fait que les niveaux changent selon le nombre de vies qu'il reste au joueur.
- Gradius V sort en 2004 sur PlayStation 2. Le système d'augmentation particulier à la série est toujours utilisé (le joueur choisi lui-même quel bonus il active) et la réalisation exploite bien les capacités de la console. La Dreamcast voit aussi l'un de ses derniers jeux sortir : Psyvariar 2, qui utilise comme gameplay principal le système de Scratch.
- Début 2005, BlackSmith Studios sort Solterra, un shoot 'em up en 3D pour les Dell x51v et x50v (en) (ce sont des PC de poche avec un socket graphique de 16 Mo). Depuis quelque temps, le jeu est gratuit.
- En juillet 2005 sort sur Nintendo DS aux États-Unis le jeu Nanostray. Développé par les Allemands de Shin'en, ce shoot them up est assez classique dans son déroulement : différentes armes et pouvoirs que l'on peut sélectionner grâce à l'écran tactile, ambiance futuriste, niveaux remplis d'ennemis avec à la fin un boss ayant plusieurs points faibles, etc. Graphiquement, le titre affiche une 3D assez impressionnante pour le support malgré quelques ralentissements.